# Some'e-sara (Verwaltungsbezirk)
Some'e-sara (persisch شهرستان صومعه سرا, DMG Ṣowme'eh Sarā) ist ein Schahrestan in der Provinz Gilan im Iran. Er enthält die Stadt Some'e-sara, welche die Hauptstadt des Verwaltungsbezirks ist.

## Kreise
- Zentral (بخش مرکزی)
- Tulem (بخش تولم)
- Mirza Kuchak (Khan) Janghli (بخش میرزا کوچک جنگلی)

## Demografie
Bei der Volkszählung 2016 betrug die Einwohnerzahl des Schahrestan 125.074. Die Alphabetisierung lag bei 84 Prozent der Bevölkerung. Knapp 47 Prozent der Bevölkerung lebten in urbanen Regionen.
| Zensusjahr | Einwohnerzahl |
| ---------- | ------------- |
| 2011       | 127.757       |
| 2016       | 125.074       |